# هيئة الاتصالات الكورية
هيئة الاتصالات الكورية (بالهانغل:대한민국 방송통신위원회) هي هيئة كورية جنوبية معنية بتنظيم الاتصالات على غرار لجنة الاتصالات الاتحادية في الولايات المتحدة الأمريكية. تأسست في شباط / فبراير 29, 2008, عبر دمج هيئة البث و وزارة المعلومات والاتصالات. اتخذ هذا القرار من قبل خمسة أعضاء من أعضاء اللجنة . الرئيس الحالي بين الخمسة مفوضين هو  تشوي سونغ-جون.

## توحيد تردد الجوال مع اليابان
اقترحت الهيئة توحيد التردد البيني للجوال مع اليابان.